# Oxytropis halleri
Oxytropis halleri är en ärtväxtart som beskrevs av Johann Friedrich Wilhelm Koch. Oxytropis halleri ingår i släktet klovedlar, och familjen ärtväxter.

## Underarter
Arten delas in i följande underarter:
- O. h. halleri
- O. h. korabensis
- O. h. velutina